# San Luis Potosí (thành phố)
San Luis Potosí là một thành phố thủ phủ bang San Luis Potosí, México. Thành phố có tổng diện tích  km². Theo điều tra dân số năm 2010 của Cục Điều tra dân số của Viện Quốc gia về Thống kê và Địa lý (Instituto Nacional de Estadística y Geografía) là 772.604 người. Đây là thành phố đông dân thứ 21 của Mexico, dân số vùng đô thị khoảng 1,02 triệu người (cùng với thành phố láng giềng Soledad]]), là vùng đô thị lớn thứ 10 ở Mexico.
San Luis Potosí, thường được gọi là SLP hoặc đơn giản là San Luis, là thủ đô và thành phố đông dân nhất trong tiểu bang cùng tên. Thành phố nằm ở độ cao 1.850 mét (6.070 foot). Nó có một dân số ước tính 735.886 cư dân ở thành phố thích hợp, và dân số khoảng 1.021.688 trong khu vực đô thị của nó mà được hình thành với thành phố láng giềng của Soledad và một số thị trấn nhỏ khác trong khu vực đô thị. Điều này làm cho khu vực đô thị của Greater San Luis Potosí lớn thứ mười ở Mexico.
Các thành phố của San Luis Potosí nằm ở phần phía tây trung tâm của nhà nước của San Luis Potosí, tọa độ 22,16 ° N, 100,98 ° W. Thành phố có diện tích 1.443,14 km ².
Thành phố được đặt tên theo Louis IX của Pháp (còn được biết đến ở Mexico là San Luis Rey de Francia, Saint Louis, vua của nước Pháp), vị thánh bảo trợ của thành phố. Potosí đã được đưa vào tham chiếu đến các mỏ giàu có của Potosí, Bolivia, với một số mỏ được phát hiện ra bốn mươi năm trước khi thành phố được thành lập, khi khai thác mỏ bạc và vàng trong Cerro de San Pedro gần San Luis là lý do chính cho việc thành lập các thành phố vào năm 1592.
Ngày nay, thành phố là một trong những trung tâm công nghiệp chính ở trung tâm Mexico với một ngành công nghiệp sản xuất mạnh. Một số doanh nghiệp công nghiệp nước ngoài lựa chọn để đầu tư ở San Luis Potosí trong thập kỷ qua nhờ vị trí chiến lược của nó đối với thương mại, là thành phố nằm nửa chừng Thành phố México và biên giới Hoa Kỳ, cũng như ở giữa của hình tam giác được tạo thành bởi Thành phố México và hai thành phố lớn nhất ở Mexico, Guadalajara và Monterrey.
Bên cạnh đó nền kinh tế dựa trên ngành công nghiệp, gần đây thành phố đã nổi lên là một điểm đến du lịch ở miền trung Mexico bởi các chương trình của tiểu bang và liên bang. Trung tâm thành phố lịch sử của San Luis Potosí phô diễn một hỗn hợp tuyệt vời của phong cách nghệ thuật khác nhau trong các tòa nhà và nó là một ví dụ chính của kiến trúc thuộc địa ở Mexico. Trong năm 2010, trung tâm lịch sử của thành phố đã được liệt kê như là một UNESCO công nhận là di sản thế giới trong Camino Real de Tierra Adentro.

## Khí hậu
| Tháng                                                      | 1           | 2           | 3           | 4           | 5           | 6           | 7           | 8           | 9           | 10          | 11          | 12          | Năm           |
| ---------------------------------------------------------- | ----------- | ----------- | ----------- | ----------- | ----------- | ----------- | ----------- | ----------- | ----------- | ----------- | ----------- | ----------- | ------------- |
| Cao kỉ lục °C (°F)                                         | 35.0 (95.0) | 32.0 (89.6) | 34.0 (93.2) | 35.0 (95.0) | 37.0 (98.6) | 37.0 (98.6) | 34.5 (94.1) | 32.5 (90.5) | 32.5 (90.5) | 31.0 (87.8) | 31.0 (87.8) | 29.5 (85.1) | 37.0 (98.6)   |
| Trung bình ngày tối đa °C (°F)                             | 20.6 (69.1) | 22.5 (72.5) | 25.4 (77.7) | 27.7 (81.9) | 28.4 (83.1) | 26.7 (80.1) | 24.8 (76.6) | 25.0 (77.0) | 23.8 (74.8) | 23.2 (73.8) | 22.4 (72.3) | 20.7 (69.3) | 24.3 (75.7)   |
| Trung bình ngày °C (°F)                                    | 13.0 (55.4) | 14.7 (58.5) | 17.4 (63.3) | 19.8 (67.6) | 21.0 (69.8) | 20.4 (68.7) | 19.1 (66.4) | 19.2 (66.6) | 18.3 (64.9) | 17.0 (62.6) | 15.3 (59.5) | 13.6 (56.5) | 17.4 (63.3)   |
| Tối thiểu trung bình ngày °C (°F)                          | 5.5 (41.9)  | 6.8 (44.2)  | 9.3 (48.7)  | 11.9 (53.4) | 13.7 (56.7) | 14.1 (57.4) | 13.4 (56.1) | 13.4 (56.1) | 12.9 (55.2) | 10.8 (51.4) | 8.2 (46.8)  | 6.4 (43.5)  | 10.5 (50.9)   |
| Thấp kỉ lục °C (°F)                                        | −7.0 (19.4) | −6.5 (20.3) | −3.0 (26.6) | −1.0 (30.2) | 1.0 (33.8)  | 6.0 (42.8)  | 1.5 (34.7)  | 7.0 (44.6)  | 1.0 (33.8)  | 0.7 (33.3)  | −3.0 (26.6) | −6.0 (21.2) | −7.0 (19.4)   |
| Lượng Giáng thủy trung bình mm (inches)                    | 13.6 (0.54) | 7.9 (0.31)  | 6.4 (0.25)  | 19.6 (0.77) | 38.2 (1.50) | 64.3 (2.53) | 66.6 (2.62) | 58.6 (2.31) | 65.2 (2.57) | 30.7 (1.21) | 11.2 (0.44) | 9.8 (0.39)  | 392.1 (15.44) |
| Số ngày giáng thủy trung bình (≥ 0.1 mm)                   | 2.2         | 1.6         | 1.5         | 2.9         | 5.6         | 7.4         | 7.9         | 7.0         | 8.4         | 5.0         | 1.8         | 1.9         | 53.2          |
| Độ ẩm tương đối trung bình (%)                             | 56          | 52          | 47          | 48          | 55          | 62          | 68          | 66          | 68          | 66          | 61          | 60          | 59            |
| Số giờ nắng trung bình tháng                               | 222         | 232         | 270         | 255         | 281         | 263         | 293         | 249         | 201         | 224         | 231         | 211         | 2.932         |
| Nguồn 1: Servicio Meteorológico National (độ ẩm 1981–2000) |             |             |             |             |             |             |             |             |             |             |             |             |               |
| Nguồn 2: Deutscher Wetterdienst (nắng, 1961–1990)          |             |             |             |             |             |             |             |             |             |             |             |             |               |

## Thành phố kết nghĩa
San Luis Potosí kết nghĩa với:
- Spokane, Washington, Hoa Kỳ
- Tulsa, Oklahoma, Hoa Kỳ
- Pico Rivera, California, Hoa Kỳ
- St. Louis, Missouri, Hoa Kỳ
- Pharr, Texas, Hoa Kỳ
- Almadén, Tây Ban Nha
- Santander, Cantabria, Tây Ban Nha
- Sant Joan de les Abadesses, Tây Ban Nha
- Potosí, Bolivia
- Guadalajara, Jalisco, Mexico
- Aguascalientes, Aguascalientes, Mexico
- Guadalupe, Mexico
- Zacatecas, Mexico
- Zapotlán el Grande, Jalisco, Mexico
- Idrija, Slovenia